# Bayonvillers
Bayonvillers é uma comuna francesa na região administrativa de Altos da França, no departamento de Somme. Estende-se por uma área de 8,1 km². Em 2010 a comuna tinha 341 habitantes (densidade: 42,1 hab./km²).